# Ostrów Mazowiecka
Pour les articles homonymes, voir Ostrów Mazowiecka (homonymie).
Ostrów Mazowiecka (prononcé en polonais : [ˈɔstruf mazɔˈvʲɛt͡ska]) est une ville de la voïvodie de Mazovie, dans le nord-est de la Pologne.
La ville est située dans la partie Nord-Est de la Mazovie, le long de la route nationale no 8, tronçon polonais de la Via Baltica. Elle couvre une surface de 22,09 km2 et comptait 23 540 habitants en 2008.
Elle est le siège administratif (chef-lieu) du powiat d'Ostrów Mazowiecka, ainsi que de la gmina de même nom, bien que ne faisant pas partie du territoire de la gmina.

## Histoire
Fondée en 1434, Ostrów Mazowiecka est également chef-lieu de la gmina et du powiat de même nom.
Lors du recensement de 1897, la ville comptait 10 471 habitants dont 5 660 étaient Juifs.
À la veille de la Seconde Guerre mondiale, une école d'officiers d'infanterie était située dans le faubourg de Komorowo.
Le 11 novembre 1939, 500 à 800 Juifs sont assassinés par les Allemands lors d'exécutions de masse dans la forêt voisine.
De 1975 à 1998, elle fait partie de la voïvodie d'Ostrołęka.

## Démographie
Données en 2014 :
| Description        | Total  | Total  | Femmes | Femmes | Hommes | Hommes |
| ------------------ | ------ | ------ | ------ | ------ | ------ | ------ |
| Unité              | Nombre | %      | Nombre | %      | Nombre | %      |
| Population         | 23 486 | 100    | 11 689 | 49,45  | 11 797 | 50,55  |
| Densité (hab./km²) | 1017,9 | 1017,9 | 529,2  | 529,2  | 488,8  | 488,8  |

## Relations internationales

### Jumelages
La ville d'Ostrów Mazowiecka est jumelée avec :
- Brembate di Sopra (Italie)
- Riazan (Russie) depuis 2008